# 岡田公彦
岡田 公彦（おかだ きみひこ、1971年- ）は、日本の建築家。
神奈川県生まれ。

## 経歴
- 1997年　明治大学理工学部建築学科卒業
- 1997年～2004年　西沢立衛建築設計事務所。
- 2005年～　岡田公彦建築設計事務所設立。

現在，東京電機大学情報環境学科非常勤講師。

## その他
- 学生時代から建築デザイン分野で受賞歴がある。

## 主な作品
- 豊田市生涯学習センター逢妻交流館（プロポーザル）
- 若葉台の家
- DIESEL DENIM GALLERY AOYAMA Another Geography